# Championnat de France de rugby à XV 1907-1908
Navigation
1906-1907 1908-1909

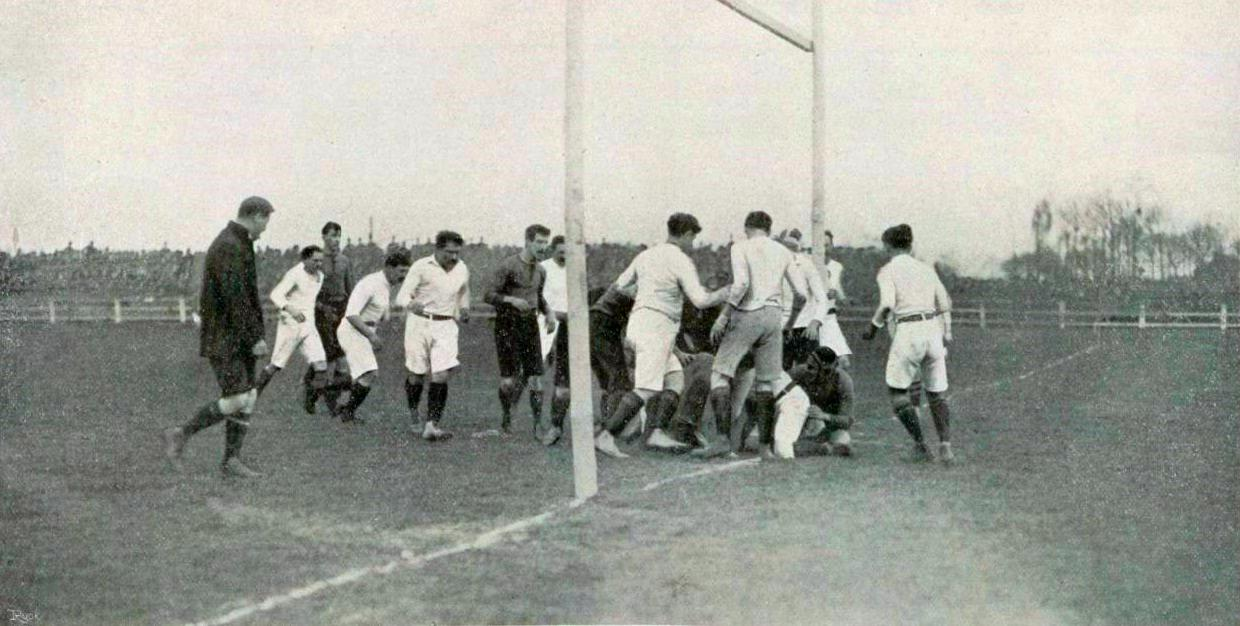
Championnat de France de rugby 1908, le deuxième essai du Stade français (par Jules Icart).

La 17e édition du championnat de France de rugby à XV de première série de l'USFSA 1907-1908 est remporté par le Stade français qui bat le Stade bordelais UC en finale.
Pour la 5e fois consécutive, les deux équipes se retrouvent en finale, mais cette année le Stade français met fin à la série de quatre titres obtenus par le SBUC.

## Les participants
C'est une baisse comparé à la saison dernière qui permettait à 16 clubs (dont que 13 écuries officieusement) de concourir dans le Championnat. Aucune source n'explique réellement pourquoi cette baisse et ce changement de formule par l'USFSA.
Il s'agit de la première participation du Stade toulousain, né de la fusion entre les anciens pensionnaire du Championnat : le Stade olympien et le Véto-sports, prenant le nom de Stade olympien des étudiants véto-sports toulousain, dans le Championnat de France.
Cette formule comprend 8 clubs issus de championnats régionaux différents :
Union sportive cognaçaise, champion de l'Angoumois.
US du Mans, champion de Beauce et Maine.
Stade bordelais universitaire club T, champion de Guyenne-Gascogne.
Le Havre athletic club, champion de Haute-Normandie.
Football club de Lyon, champion du Lyonnais.
Stade français, champion de Paris.
Stade olympien des étudiants véto-sport toulousain, champion des Pyrénées
Stade poitevin, champion de Touraine.

## Premier tour
| Date            | Club (domicile)           | Score      | Club (extérieur) | Lieu                              |
| --------------- | ------------------------- | ---------- | ---------------- | --------------------------------- |
| 23 février 1908 | US du Mans                | 3 - 3 a.p. | Stade poitevin   | Terrain de Beaulieu, Le Mans      |
| 1er mars 1908   | Stade poitevin            | 6 - 7      | US du Mans       | Terrain de Blossac, Poitiers      |
| 8 mars 1908     | Stade O.E.V.S. Toulousain | 12 - 0     | FC de Lyon       | Stade des Ponts-Jumeaux, Toulouse |
| 8 mars 1908     | Stade Bordelais UC        | 53 - 4     | US Cognac        | Terrain du SBUC, Le Bouscat       |
| 15 mars 1908    | Stade français            | 47 - 0     | US du Mans       | Terrain de Beaulieu, Le Mans      |

## Demi-finales
| Date         | Club (domicile)    | Score  | Club (extérieur)          | Lieu                     |
| ------------ | ------------------ | ------ | ------------------------- | ------------------------ |
| 15 mars 1908 | Stade Bordelais UC | 27 - 3 | Le Havre AC               | Stade du Matin, Colombes |
| 22 mars 1908 | Stade français     | 15 - 5 | Stade O.E.V.S. Toulousain | Parc des princes, Paris  |

## Finale
| Équipes        | Stade français Paris - Stade Bordelais UC |
| Score          | 16-3 (10-3) |
| Date           | 5 avril 1908 |
| Stade          | Stade du Matin à Colombes |
| Arbitre        | Thomas Frank Potter-Irwin |
| Les équipes    | |
| Stade français | Charles Beaurin, B. Moussou, S. Archer, W. Hadley, Jules Icart, René Duval, Marcel Communeau, Paul Maclos, Bernard Galichon, Gilbert Charpentier, Émile Lesieur, Francis Mouronval, Jacques Dedet, Charles Vareilles, Julien Combe          |
| SBUC           | Herman Droz, Robert Blanchard, Augustin Hordebaigt, Alphonse Massé, Louis Mulot, Albert Branlat, Marc Giacardy, Marcel Laffitte, Jack Hird, André Lacassagne, Maurice Bruneau, Maurice Leuvielle, Louis Versfeld, Hélier Thil, Henri Martin |
| Points marqués | |
| Stade français | 4 essais de Vareilles, Icart, Mouronval, Maclos 2 transformations de Maclos |
| SBUC           | 1 essai de Massé |

Le stade de Colombes affiche complet avec 10 000 spectateurs.